# Gynozentrismus
Gynozentrismus ist eine Variante des Differenzfeminismus. Sie wird der Zweiten Welle der Frauenbewegung sowie der feministischen Philosophie zugeordnet.

## Ansätze
Am Anfang der Frauenforschung stand das Anliegen, Frauen „sichtbar“ zu machen, ihren Ausschluss aus dem Politikprozess zu kritisieren und die Folgen für die Lebensverhältnisse von Frauen zu analysieren. In den 1980er Jahren entwickelte sich eine Pluralität der feministischen Sichtweisen. Seitdem lassen sich verschiedene Strömungen der feministischen Debatte zuordnen.
Die US-amerikanische Politikwissenschaftlerin Iris Marion Young bezeichnet die in den 1970er Jahren dominierenden liberalen, radikalen und sozialistischen Feminismen als humanistischen Feminismus in der Tradition des modernen Humanismus, dessen Ziel schon in der Ersten Frauenbewegung die Gleichstellung der Frau in der Gesellschaft war. Dem humanistischen Feminismus oder auch feministischen Humanismus liege zugrunde, dass Frauen so wie Männer das „menschliche Potential“ zur Norm ihrer Identität machen. Im Unterschied dazu betont der Gynozentrismus die naturbedingte Unterschiedlichkeit der Geschlechter und deren Gleichwertigkeit.  Er geht von der Kritik aus, dass die Betonung auf „menschliches Potential“ zur Abwertung bzw. Unterdrückung der weiblichen Erfahrungen führe. Der gynozentrische Feminismus versucht, die normative Identität der Frau als „feminin“ zu begründen. Einige feministische Theorien der Zweiten Frauenbewegung sind Formen des Gynozentrismus. Susan Griffins Buch Woman and Nature (1978) gilt als eins der ersten Dokumente dieses Ansatzes. Young ordnet auch die Theorien von Carol Gilligan und der französischen Denkerinnen Luce Irigaray und Julia Kristeva dem Gynozentrismus zu. Sie kritisiert, dass die Konzentration des Gynozentrismus auf Sprache (Irigaray, Kristeva) und Werte (Gilligan, Griffin u. a.) „als Ziel der Kritik die politische Schlagkraft“ der Frauenbewegung schwäche.
Die britische Soziologin Dorothy Smith vertrat in ihrer Soziologie von Frauen für Frauen (1987) einen weiblich zentrierten Feminismus, der auf den gemeinsamen Erfahrungen aller Frauen in einer männlich dominierten Welt fußt.
Im Gegensatz zur klassisch patriarchalen Position von der natürlichen Überlegenheit des Mannes, die seinen gesellschaftlichen Herrschaftsanspruch begründet, basiert laut Barbara Holland-Cunz die radikal-gynozentrische Position auf der Idee der natürlichen Überlegenheit der Frau und wird realgeschichtlich antiken Amazonenstaaten und matriarchalen Clanstrukturen unterstellt, die Mary Daly als „gynozentrische Zivilisationen“ bezeichnete.
Einige Autorinnen feministischer Matriarchatstheorien, wie Cäcilia Rentmeister und Heide Göttner-Abendroth, lehnen das dem Gynozentrismus zu Grunde liegende essentialistische Geschlechterbild jedoch ab. Sie betonen die sozialen Vorzüge und die „sozialökologische Intelligenz“ matriarchaler bzw. matrilinearer Gesellschaften, die deshalb wieder anzustreben seien.
In der deutschen feministischen Debatte existiert das Konzept Gynozentrismus nur in wenigen radikalfeministischen Äußerungen der 1970er und 1980er Jahre der Zweiten Frauenbewegung.